# Загојичи
Загојичи (словен. Zagojiči) су насељено место у општини Горишница, Подравска регија, Словенија.

## Историја
До територијалне реорганизације у Словенији били су у саставу старе општине Птуј.

## Становништво
У попису становништва из 2011. године, Загојичи су имали 189 становника.
| Број становника према пописима | Број становника према пописима | Број становника према пописима |
| ------------------------------ | ------------------------------ | ------------------------------ |
| 1991                           | 2002                           | 2011                           |
| 195                            | 177                            | 189                            |

Напомена: Године 2015. умањено за део насеља који је припојен насељу Стојнци (Марковци).